# 林竹治郎
林 竹治郎（はやし たけじろう、1871年（明治3年） - 1941年（昭和16年））は日本の画家である。「朝の祈り」という名画を描き、北海道美術界の基礎を築いた。ハンセン病患者のために生涯を尽くした医師林文雄の父。

## 経歴
1871年に宮城県に生まれ、仙台師範学校（現宮城教育大学）へ入学した。師範学校在学中の1889年（明治22年）にキリスト教の洗礼を受けた。同年上京して東京美術学校（現東京芸術大学）へ入学し、3年後の1892年（明治25年）東京美術学校の特別課程を卒業すると、1898年（明治31年）9月北海道師範学校の教諭になった。2年後に退職し、札幌第一中学校（現北海道札幌南高等学校）の教諭として28年間美術を教えた。中原悌二郎や長谷川昇、今田敬一など、影響を受けて美術の道を進んだ教え子は多い。北17条西4丁目に自宅を構え、一中生を下宿させていた。周辺に下宿していた三岸好太郎も、林宅に足繁く通っていた。また、日本基督教会札幌北一条教会の長老として、新島善直や長崎次郎らと共に教会を支えた。
一中の退職後は藤高等女学校で14年間教えた。北星女学校や札幌第二中学校（現北海道札幌西高等学校）でも教壇に立った。
旧制札幌一中の図画の教師をしていたときに、第一回文部省美術展（文展。現在の日展に相当）に「朝の祈り」が入選した。
1927年（昭和2年）に息子の文雄が東村山のライ病棟に行くことを反対したが、文雄は反対を押し切って行った。何度も文雄を奪回しようと試みたり、文雄に繰り返しお見合いを勧めたが失敗した。
1936年（昭和11年）文雄が大西富美子と結婚すると、1939年（昭和14年）に鹿児島のライ療養所にいた文雄の家に、妻こうと一緒に札幌から転居し、文雄の家を「楽園」と呼んで1941年（昭和16年）に歿するまで住んだ。文雄と共にハンセン病患者を励まし、絵画の個展を開いて、売り上げ金をハンセン病患者に捧げた。

### 代表作「朝の祈り」

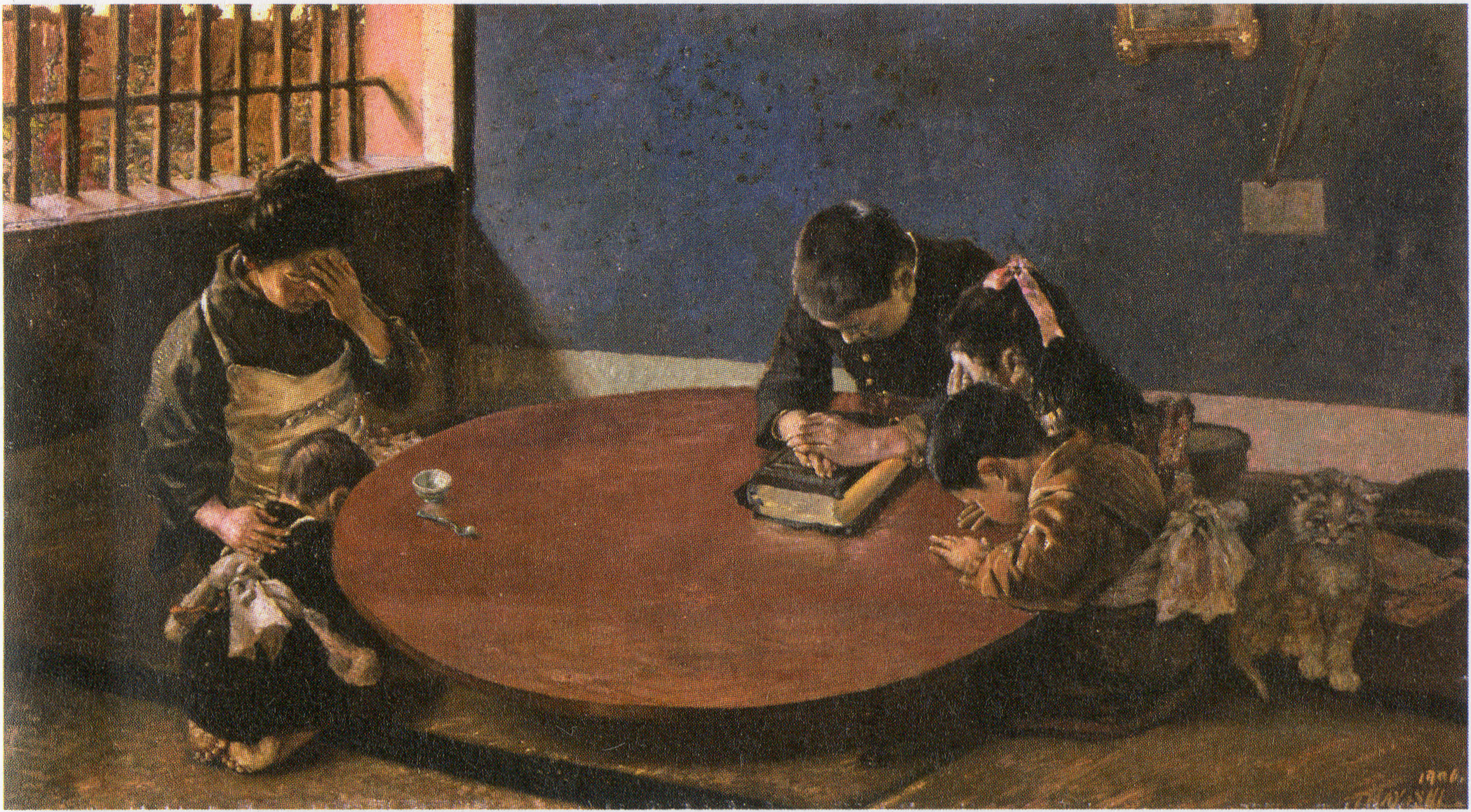
「朝の祈り」明治38年（1906年）

代表作「朝の祈り」は、日露戦争のさなか描かれた。1906年に完成し、翌年の第一回文部省美術展覧会（文展。現在の日展に相当）に入選したこの作品は、丸いちゃぶ台を囲んで、母親と四人の子どもが祈っている情景が描かれている。この絵は、林の家庭の祈りであると林がみずからが語っている。
ただ、部屋の壁には軍刀と軍服姿の肖像画が描き込まれており、この家庭が出征軍人の遺家族であるでることを思わせる。札幌のキリスト教界で交錯する戦争支持論と非戦論がこの作品にどのように関連するか、関説するものはないが、林は、日露戦争のことを描いて、戦争を鼓舞するような作品とはしなかったという。
この絵の北海道絵画史の位置づけについては、鈴木正實「キリスト教的精神風土と北海道の洋画―二人の指導者を中心に（1）」に詳しく書かれている。
日展史編纂委員会編『日展史』一、文展編（日展、1980年7月）によれば、文展に出陳したときのこの作品の題は、「有心無心」であったとのことである。
「朝の祈り」は北海道立近代美術館に収蔵されている。